# Station Takatsuki
Station Takatsuki (高槻駅, Takatsuki-eki) is een spoorwegstation in de Japanse  stad Takatsuki. Het wordt aangedaan door de JR Kioto-lijn. Het station heeft vier sporen. Zowel intercity's als stoptreinen stoppen op dit station.  

## Treindienst

### JR West
| 1 | ■ JR Kioto-lijn: | intercity's richting Kioto, Kusatsu en Maibara                                 |
| 2 | ■ JR Kioto-lijn: | sneltrein/stoptreinen richting Kioto, Kusatsu en Maibara                       |
| 3 | ■ JR Kioto-lijn: | stoptreinen richting Kioto                                                     |
| 4 | ■ JR Kioto-lijn: | stoptreinen richting Shin-Osaka, Osaka, Sannomiya en Takarazuka                |
| 5 | ■ JR Kioto-lijn: | sneltrein richting Shin-Osaka, Osaka, Sannomiya en Himeji                      |
| 6 | ■ JR Kioto-lijn: | intercity's richting Shin-Osaka, Osaka, Sannomiya, Himeji en Luchthaven Kansai |

## Geschiedenis
Het station werd in 1876 geopend. In 1979 werd er een nieuw station gebouwd. 

## Overig openbaar vervoer
Zowel ten noorden als ten zuiden van het station bevinden zich busstations, die worden gebruikt door stadsbussen van het netwerk van Takatsuki.

## Stationsomgeving
Het station bevindt zich in het stadscentrum van Takatsuki, waardoor het station geflankeerd wordt door enkele (multifunctionele) winkelcentra, woontorens, restaurants en warenhuizen. 

### Noordkant
- Station Takatsukishi aan de Hankyu Kyoto-lijn
- Actua Mall (winkelcentrum):
  - twee woontorens van respectievelijk 28 en 30 verdiepingen.
  - Geotower Takatsuki (woontoren, 40 verdiepingen)
  - Multiplex-bioscoop
- Aurora City Takatsuki (winkelcentrum):
  - Kansai Super (supermarktketen)
  - Seibu (warenhuisketen)
- Al Plaza (supermarktketen)
  - Kentucky Fried Chicken
  - Lotteria
- Muse campus van de Kansai Universiteit

### Zuidkant
- Green Plaza Takatsuki (winkelcentrum:
  - Matsuzakaya (warenhuisketen)
- Autoweg 171

### Westkant
- Fabriek van Daiichi Sankyo
- Tsutaya

(Biwako-lijn<<) · Kyoto · Nishiōji · Katsuragawa · Mukōmachi · Nagaokakyō · Yamazaki · Shimamoto · Takatsuki · Settsu-Tonda · Ibaraki · Senrioka · Kishibe · Suita · Higashi-Yodogawa ·  Shin-Ōsaka · Ōsaka · (>>JR Kōbe-lijn) 